# Championnat des Émirats arabes unis de football 1983-1984
Navigation
Saison suivante Saison suivante
La saison 1983-1984 du Championnat des Émirats arabes unis de football est la onzième édition du championnat national de première division aux Émirats arabes unis. Les dix meilleures équipes du pays sont regroupées au sein d'une poule unique où elles s'affrontent deux fois, à domicile et à l'extérieur. En fin de saison, le dernier du classement est relégué et remplacé par les deux meilleures équipes de deuxième division.
C'est le club d'Al Ain Club qui remporte la compétition, après avoir terminé en tête du classement final, avec deux points d'avance sur un duo composé du tenant du titre, Al Wasl Dubaï et d'Al Ahly Dubaï. C'est le 3e titre de champion des Émirats arabes unis de l'histoire du club.

## Les clubs participants
| - Sharjah SC - Emirates Club - Al Ahly Dubaï - Al-Jazira Club - Al Ain Club | - Al Nasr Dubaï - Al Shabab Dubaï - Al-Khaleej SCC - Al Wasl Dubaï - Al Sha'ab Sharjah |

## Compétition

### Classement
Le classement est établi sur le barème de points classique (victoire à 2 points, match nul à 1, défaite à 0).
| Rang | Équipe            | Pts | J  | G  | N | P  | Bp | Bc | Diff |
| ---- | ----------------- | --- | -- | -- | - | -- | -- | -- | ---- |
| 1    | Al Ain Club       | 27  | 18 | 12 | 3 | 3  | 35 | 18 | +17  |
| 2    | Al Wasl Dubaï (T) | 25  | 18 | 11 | 3 | 4  | 34 | 18 | +16  |
| 3    | Al Ahly Dubai     | 25  | 18 | 9  | 7 | 2  | 23 | 11 | +12  |
| 4    | Al-Khaleej SCC    | 18  | 18 | 6  | 6 | 6  | 20 | 20 | 0    |
| 5    | Al Shabab Dubaï   | 17  | 18 | 5  | 7 | 6  | 14 | 14 | 0    |
| 6    | Al-Jazira Club    | 17  | 18 | 4  | 9 | 5  | 17 | 21 | -4   |
| 7    | Al Sha'ab Sharjah | 16  | 18 | 6  | 4 | 8  | 20 | 25 | -5   |
| 8    | Sharjah SC        | 15  | 18 |    |   |    |    |    |      |
| 9    | Al Nasr Dubaï     | 13  | 18 | 4  | 5 | 9  | 9  | 20 | -11  |
| 10   | Emirates Club     | 5   | 18 | 0  | 5 | 11 | 7  | 24 | -17  |

|  | Champion des Émirats arabes unis 1983-1984                                                  |
|  | Relégation en deuxième division                                                             |
|  | (T) : Tenant du titre (C) : Vainqueur de la Coupe des Émirats arabes unis (P) : Promu de D2 |

- Les résultats complets de Sharjah SC sont inconnus à ce jour.

## Bilan de la saison
| Championnat des Émirats arabes unis de football 1983-1984                        |                        |
| Champion                                                                         | Al Ain Club (3e titre) |
| Coupes et trophées                                                               |                        |
| Vainqueur de la Coupe des Émirats arabes unis 1983-1984                          | Ajman Club             |
| Promotions et relégations                                                        |                        |
| Promus en UAE Football League                                                    | Al-Qadisiya            |
| Promus en UAE Football League                                                    | Al Rams FC             |
| Relégués en Championnat des Émirats arabes unis de football de deuxième division | Emirates Club          |